# Nicole Cooke
Nicole Cooke MBE (* 13. April 1983 in Swansea, Wales) ist eine ehemalige britische Radrennfahrerin. Sie gehört zu den erfolgreichsten britischen Radsportlerinnen aller Zeiten.

## Sportliche Karriere
Ihre Rennkarriere begann sie im Alter von elf Jahren. In den britischen Schüler- und Jugendkategorien gewann sie praktisch alles, was es zu gewinnen gibt. Sie war erfolgreich auf der Straße, auf der Bahn, mit dem Mountainbike und beim Cyclocross.
2000 wurde sie erstmals Weltmeisterin der Juniorinnen im Straßenrennen. Diesen Erfolg wiederholte sie 2001 und wurde im selben Jahr auch Junioren-Weltmeisterin im Einzelzeitfahren und im Cross Country. 2002 wechselte sie in die Elitekategorie und gewann die Goldmedaille im Straßenrennen bei den Commonwealth Games in Manchester. Bei den Weltmeisterschaften 2003 gewann sie die Bronzemedaille im Straßenrennen.
2004 sicherte sie sich den Gesamtsieg im Giro d’Italia Femminile, kam jedoch bei den Olympischen Spielen in Athen nicht über den fünften Platz hinaus. Bei den Weltmeisterschaften 2005 wurde sie im Straßenrennen Zweite hinter Regina Schleicher. 2006 gewann Nicole Cooke die Internationale Thüringen-Rundfahrt der Frauen. 2003 sowie 2006 entschied sie zudem den Rad-Weltcup der Frauen für sich.
Bei den Olympischen Sommerspielen 2008 in Peking gewann sie Gold im Straßenrennen im Sprint einer fünfköpfigen Spitzengruppe.

## Rücktritt und Kritik

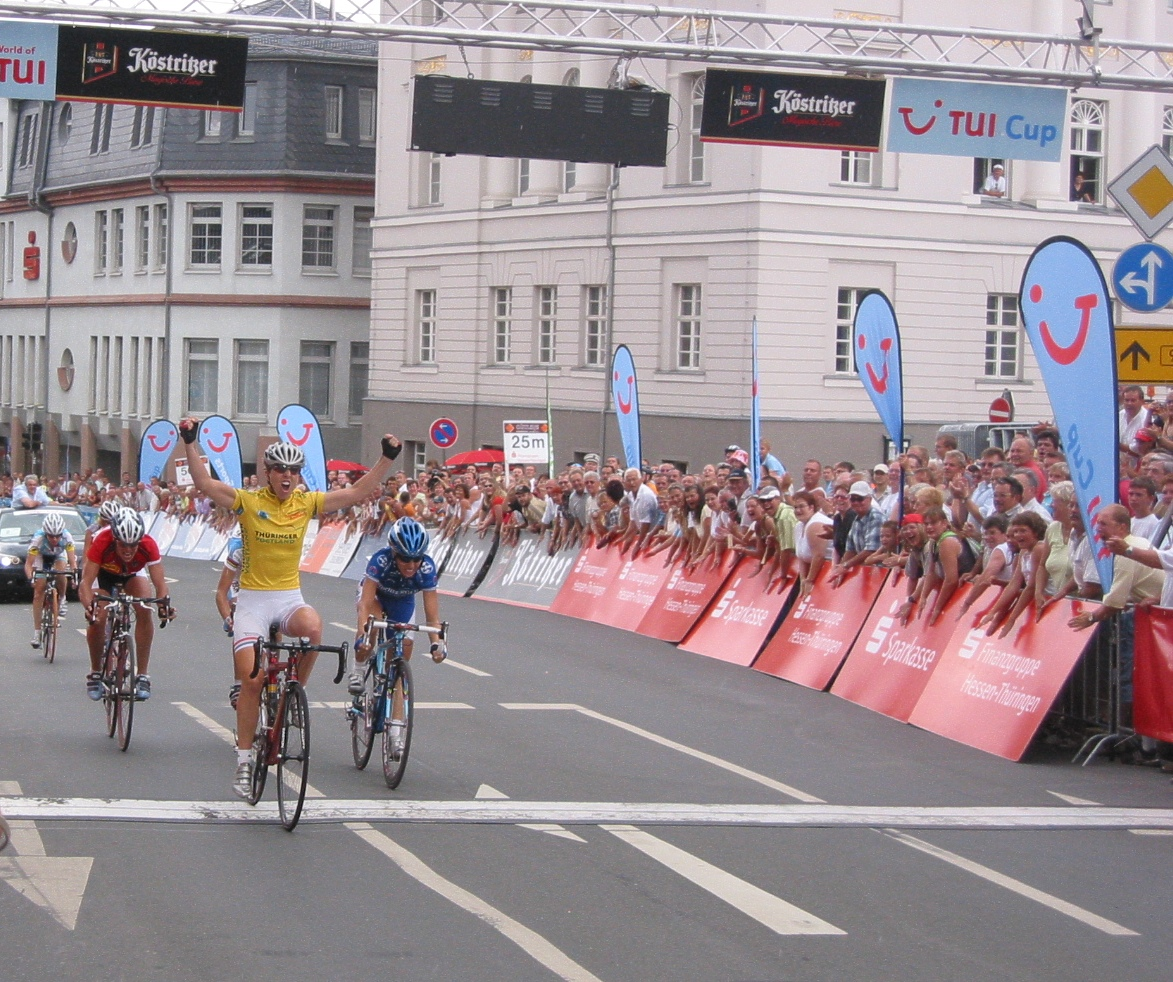
Nicole Cooke sichert sich mit dem Sieg auf der Schlussetappe den Gesamtsieg bei der Thüringen-Rundfahrt 2006.

Cooke beendete ihre Karriere nach Ablauf der Saison 2012. Sie verband ihre schriftliche Rücktrittserklärung mit harscher Kritik an dopenden Fahrerinnen und Fahrern:
„Ich bin von Dopern bestohlen worden, auch wenn ich in meinem Korb mehr habe, als ich mir als 12-Jährige erträumt hatte. Aber viele dort draußen, die ebenfalls sauber gefahren sind, Leute mit Moral, haben den Sport nach einem Leben voller Arbeit mit nichts verlassen.“
Kritik übte sie auch an Lance Armstrong und Tyler Hamilton:
„Wenn Lance in dieser Woche bei Oprah weint und sie ihm ein Taschentuch gibt, dann denkt an all jene echte Menschen, die ohne Auszeichnung gegangen sind. [...] Tyler Hamilton wir mehr Geld mit einem Buch verdienen, in dem er beschreibt wie er betrog, als ich mit all meinen Jahren ehrlicher Arbeit.“
Zum Abschluss schrieb sie:
„Während die UCI vertieft darin war, um die Quittungen für das Equipment zu finden, das sie mit Lance’ Spende gekauft hatten und Floyd Landis verklagten, nachdem der auspackte, und Pressekonferenzen abhielten, auf denen sie Landis einen Lügner nannten – während sie mit all diesen wichtigen Dingen beschäftigt waren, ist der Frauenradsport zerbröckelt, der 2002, als ich Profi wurde, so hoffnungsvoll erschien.“
Im August 2016 äußerte sich Cooke äußerst kritisch zu der Tatsache, dass die britische Fahrerin Lizzie Armitstead drei Doping-Tests verpasst hatte und dennoch vom CAS nicht gesperrt wurde.

## Privatleben
2008 veröffentlichte Cooke das Buch Cycle for Life. 2014 erschien ihre Autobiographie The Breakaway. Im selben Jahr machte sie an der Cardiff University ihren Abschluss als Master of Business Administration.

## Palmarès
- Britische Meisterin Straßenrennen (1999, 2001, 2002, 2004)
- Rad-Weltmeisterschaften 2000: Gold Straßenrennen Juniorinnen
- Mountainbike-Weltmeisterschaften 2000: Bronze Juniorinnen
- Straßen-Weltmeisterschaften 2001: Gold Straßenrennen und Zeitfahren Juniorinnen
- Mountainbike-Weltmeisterschaften 2001: Gold Juniorinnen
- Commonwealth Games 2002: Gold Straßenrennen
- Straßen-Weltmeisterschaften 2003: Bronze Straßenrennen
- Flèche Wallonne 2003, 2005
- Amstel Gold Race 2003
- GP Ouest France 2003
- Gesamtsiegerin Giro d’Italia Femminile 2004
- Olympische Sommerspiele 2004: 5. Platz Straßenrennen
- Straßen-Weltmeisterschaften 2005: Silber Straßenrennen
- Gesamtwertung Thüringen-Rundfahrt 2006
- Gesamtwertung Internationale Deutsche Meisterschaft (TUI Cup) 2006
- Straßen-Weltmeisterschaften 2006: Bronze Straßenrennen
- Gesamtwertung Grande Boucle Féminine 2006 und 2007
- Olympische Sommerspiele 2008: Gold Straßenrennen
- Straßen-Weltmeisterschaften 2008: Gold Straßenrennen
- eine Etappe Emakumeen Bira 2010
- eine Etappe Giro del Trentino Alto Adige 2010
- eine Etappe Giro d’Italia Femminile 2011